# Jan de Weryha-Wysoczanski
Jan de Weryha-Wysoczański (* 1950 em Danzig) é um escultor polaco e representante da Arte Concreta.

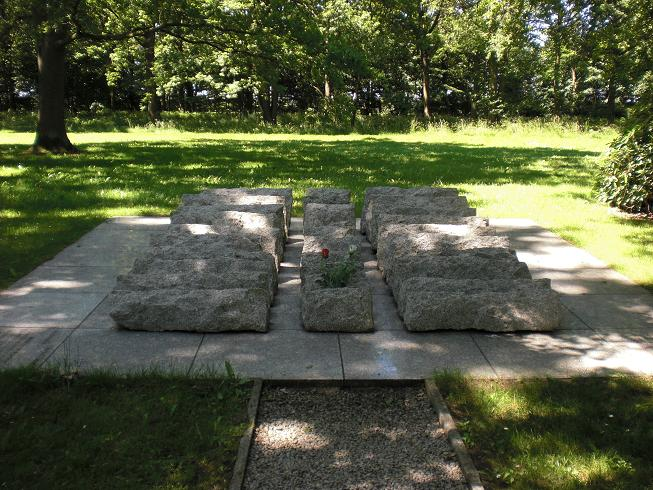
Monumento em memória dos deportados da Revolta de Varsóvia de 1944 no memorial do campo de concentração de Neuengamme

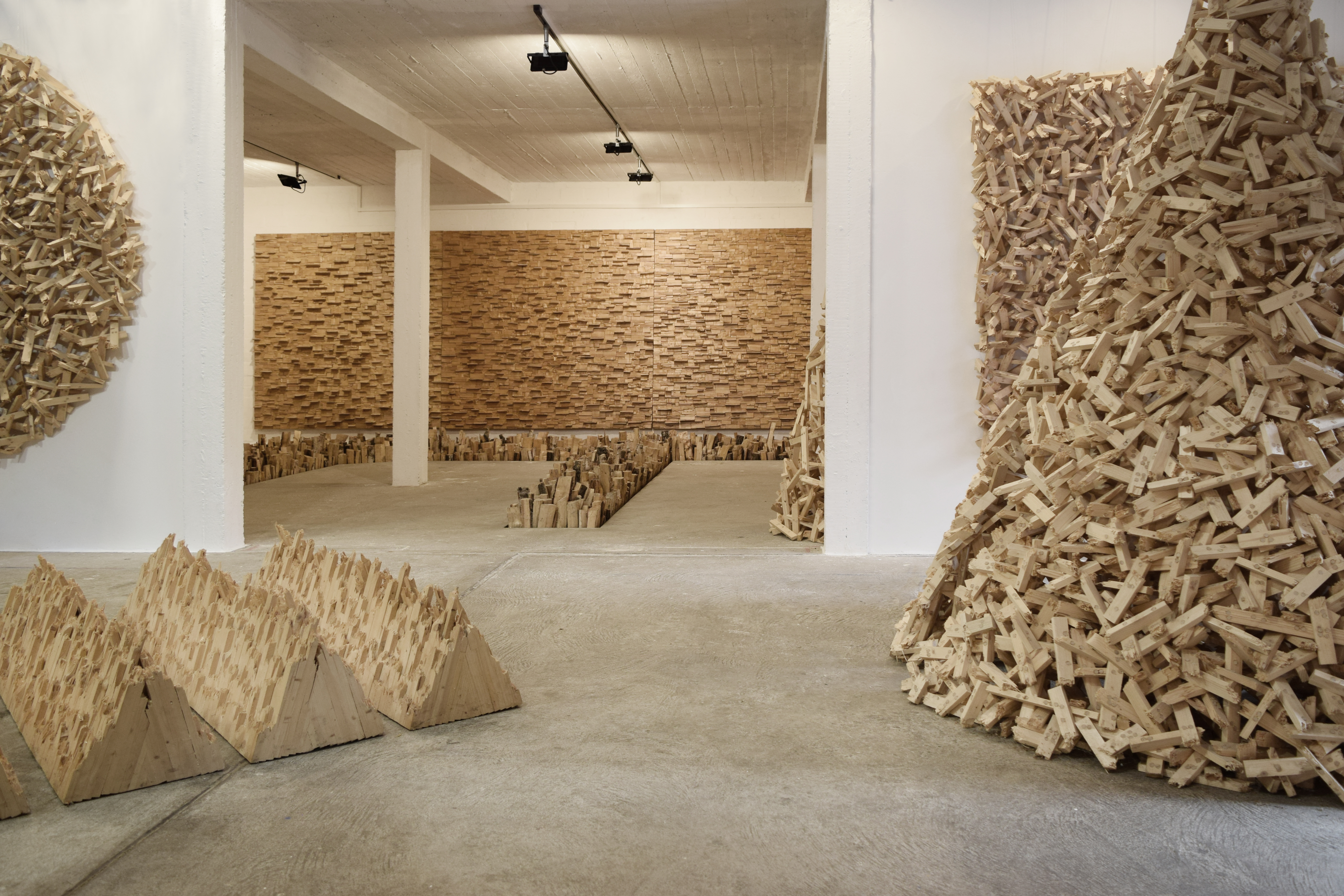
Sammlung de Weryha, Hamburgo

Em 1976, formou-se em escultura na Academia de Belas Artes de Danzig. Desde 1981 residente em Hamburgo. Em 1998, foi premiado com o Prémio do Júri no Salão de Printemps '98 Luxemburgo. Em 1999, foi contratado para o monumento em memória dos deportados da Revolta de Varsóvia de 1944 no memorial do campo de concentração de Neuengamme e, em 2012 para o memorial em lembrança dos trabalhadores forçados sob o regime nazismo em Hamburgo-Bergedorf.